# Габон на Олімпійських іграх
Габон дебютував на Олімпійських іграх 1972 року. Наступні дві літні Олімпіади країна, як і багато інших, бойкотувала, а від 1984 бере участі у всіх літніх Олімпійських іграх. За весь цей час габонські спортсмени завоювали лише одну медаль — срібло тхеквондиста Антоні Обаме 2012 року.
Габон ніколи не брав участі у зимових Олімпійських іграх.
Національний олімпійський комітет Габону був створений у 1965 році і визнаний МОК 1968 року.

## Медалісти
| Медаль | Ім'я         | Ігри         | Вид спорту | Дисципліна            |
| ------ | ------------ | ------------ | ---------- | --------------------- |
| Срібло | Антоні Обаме | 2012, Лондон | Тхеквондо  | Чоловіки, понад 80 кг |